# アヴェーニョ
アヴェーニョ(イタリア語: Avegno)は、イタリア共和国リグーリア州ジェノヴァ県にある、人口約2,500人の基礎自治体（コムーネ）。

## 地理

### 位置・広がり

#### 隣接コムーネ
隣接するコムーネは以下の通り。
- ラパッロ
- レッコ
- ソーリ
- トリボーニャ
- ウーショ

### 地震分類
イタリアの地震リスク階級 (it) では、3 に分類される
。

## 行政

### 分離集落
アヴェーニョには、以下の分離集落（フラツィオーネ）がある。
- Salto, Testana, Vescina

## 姉妹都市
- Avegno Gordevio、スイス